# 中津川公園野球場
中津川公園野球場（なかつがわこうえんやきゅうじょう）は、岐阜県中津川市にある野球場。中津川公園にある施設である。
愛称は夜明け前スタジアム。愛称は一般公募で選ばれ、中津川市馬籠出身の小説家島崎藤村の長編小説「夜明け前」に由来する。

## 概要
2008年（平成20年）完成。同年3月29日に完成式典が行われ、同年8月より運用されている。硬式公認野球場であり、高校野球、大学野球、社会人野球などアマチュア野球が行われている。プロ野球の二軍公式戦の開催も可能であり、2009年（平成21年）8月にはイースタン・リーグの公式戦（読売ジャイアンツ対千葉ロッテマリーンズ）が行われた。
岐阜県学生野球のリーグ戦も行われ、近隣に立地して本球場を拠点とする中京学院大学は2016年（平成28年）に全日本大学野球選手権大会初出場で初優勝を果たした。

## 施設概要
鉄筋コンクリート造（一部鉄骨造）2階建
- 両翼：100m、中堅：122m
- 内野：クレー舗装、外野：天然芝
- 収容人員：7,500人（メインスタンド：1,200人、内野スタンド：1,800人、外野：4,500人）
- スコアボード：磁気反転方式（得点部のみLED併用）
- 照明設備：6基（内野：500ルクス、外野：300ルクス）

## 交通

### 公共交通機関
最寄り駅はJR中央本線の美乃坂本駅であるが、直接連絡する公共交通機関は存在しない。かつては中津川駅から北恵那交通バス：中津川駅前から中津川公園方面の路線が存在したが、廃止されている。

### 自動車
国道19号・岐阜県道420号美乃坂本停車場線、「深沢」交差点を南東。中津川中核工業団地内を経由。